# Prêmio Emmy Internacional de Artes Populares
O Emmy Internacional de Melhor Artes Populares (em inglês International Emmy Popular Arts) é uma extinta categoria do Emmy Internacional que destaca programas artísticos internacionais fora dos Estados Unidos.
O Brasil venceu está categoria, em 1981, com especial infantil A Arca de Noé, inspirado no álbum homônimo do compositor Vinícius de Moraes, transformado num especial musical.

## Vencedores
| Ano  | Vencedor                            | País        | Emissora                          |
| ---- | ----------------------------------- | ----------- | --------------------------------- |
| 1968 | Armchair Theatre                    | Reino Unido | ITV                               |
| 1973 | La cabina                           | Espanha     | Televisión Española               |
| 1975 | The Evacuees                        | Reino Unido | BBC                               |
| 1977 | Henry Ford's America                | Canadá      | Canadian Broadcasting Corporation |
| 1979 | Rich Little's Christmas Carol       | Reino Unido | HBO                               |
| 1980 | Not the Nine O'Clock News           | Reino Unido | BBC                               |
| 1981 | Vinicius para Criança - Arca de Noé | Brasil      | Rede Globo                        |
| 1982 | Alexei Sayle's Stuff                | Reino Unido | BBC Two                           |
| 1983 | Blackadder                          | Reino Unido | BBC One                           |
| 1984 | Fresh Fields                        | Reino Unido | ITV                               |
| 1985 | Spitting Image                      | Reino Unido | ITV                               |
| 1986 | Spitting Image                      | Reino Unido | ITV                               |
| 1988 | The New Statesman                   | Reino Unido | ITV                               |
| 1990 | Mr. Bean                            | Reino Unido | ITV                               |
| 1991 | The Curse of Mr. Bean               | Reino Unido | Thames TV                         |
| 1992 | Drop the Dead Donkey                | Reino Unido | Channel 4                         |
| 1993 | Drop the Dead Donkey                | Reino Unido | Channel 4                         |
| 1994 | Red Dwarf                           | Reino Unido | BBC Two                           |
| 1994 | Absolutely Fabulous                 | Reino Unido | BBC                               |
| 1995 | Don’t Forget Your Toothbrush        | Reino Unido | Channel 4                         |
| 1996 | Wallace e Gromit                    | Reino Unido | BBC                               |
| 1997 | Liberg zappt                        | Holanda     | Ivo Niehe Productions             |
| 1998 | The Vicar of Dibley                 | Reino Unido | BBC                               |
| 1999 | Smack the Pony                      | Reino Unido | Channel 4                         |
| 2000 | Smack the Pony                      | Reino Unido | Channel 4                         |
| 2001 | So Graham Norton                    | Reino Unido | BBC                               |
| 2002 | The Kumars at No. 42                | Reino Unido | BBC                               |
| 2002 | Faking It                           | Reino Unido | Channel 4                         |